# Thilo Hutzler
Thilo Hutzler (* 1964 in Feucht) ist ein Autor von Kinderspielen und Familienspielen.

## Biographie
Thilo Hutzler ist in Feucht bei Nürnberg aufgewachsen und hat an der Friedrich-Alexander-Universität in Erlangen Germanistik, Geschichte, Politikwissenschaften und Soziologie studiert. 
Nach dem Studium arbeitete er als Lehrer an Gymnasien in Nürnberg, Memmingen und Ansbach. Seit 1993 ist Thilo Hutzler als Realschullehrer tätig. Er unterrichtet seit 2013 an einer Donauwörther Mädchenrealschule. Mit seiner Frau und seinen beiden Kindern lebt der Autor in Kaisheim.

## Spieleautor
Schon während des Studiums traf er sich häufig mit Freunden zum gemeinsamen Spiel und besuchte 1987 zum ersten Mal das Göttinger Spieleautorentreffen. Dort wurden erste Kontakte mit Autoren und Verlagsvertretern geknüpft. 1989 erschien Conflix, das erste Spiel des Autors. Bis jetzt (Stand: September 2017) hat Thilo Hutzler bei verschiedenen Verlagen 52 Spielideen veröffentlicht, die zusammen eine Auflage von 1,1 Mio. Exemplaren erreichten.

## Ludografie
| - 1989: Conflix, ASS - 1989: Karlchen – mich schafft ihr nie!, ASS - 1989: Crazy Horses, Zeitschrift "Games" - 1990: Räubersprung, ASS - 1991: Tango, Schmidt Spiele - 1992: Pfennigfuchser, FAN-Spiele - 1992: Papua, Bandai-Huki - 1992: Papua, Parker - 2002: König Laurin, Piatnik - 2004: Der kleine König – Alles in Ordnung, Schmidt Spiele - 2004: Oh, Pharao!, Kosmos - 2004: Oh, Pharaoh!, Uberplay Entertainment - 2004: O, Farao!, 999 Games - 2005: Flattermäuse, Ravensburger - 2005: Kleiner Rabe als großer Pirat, Kosmos - 2005: Leszczynowa Zgraja (Haselnussbande), - 2005: Bananowy Szak (Banana Joe), Trefl - 2006: Die Biene Maja – Willi, wo bist du?, Ravensburger - 2006: Ein Fall für Thomas, Schmidt Spiele - 2007: Tom & Jerry – Zlap mnie!, Trefl - 2008: Playmobil – Rettet die Dinosaurier!, Schmidt Spiele - 2008: Schwarze Schafe, Ravensburger (Minis) - 2009: Gerda Gacker, Haba | - 2009: Ein Fall für Thoms (Metallbox), Schmidt Spiele - 2009: Volldampf voraus!, Haba* - 2010: Handy Manny - Fleißige Handwerker, Ravensburger - 2010: Die wilden Weihnachtswichtel, Ravensburger (Minis) - 2011: Prinzessin Zauberfee, Haba - 2011: Rapunzel - Haarmalerei (Haarspielerei), Ravensburger - 2012: Phineas und Ferb - Mission Achterbahn, Ravensburger - 2012: Wer findet die Dinos?, Ravensburger (Dino Minis) - 2012: Flugdino, Ravensburger (Dino Minis) - 2012: Banana Matcho, Zoch - 2012: Tierisch Rabatz, Haba - 2013: Jake and the Neverland Pirates - Auf Schatzjagd, Ravensburger - 2013: Vorsicht Fuchs!, Haba - 2013: Oh Schreck, der Speck fliegt weg!, Haba - 2013: Maus van Klecks, Haba - 2015: Steig ein! Fahr mit!, Dusyma - 2015: Casa Banana, Beleduc - 2016: Ausgefuchst, Noris - 2016: Playmobil Super 4 - Angriff der Drachen, Schmidt Spiele - 2016: Finding Dory - Wo seid ihr?, Ravensburger - 2016: Oh, Pharaoh!, Kanga Games - 2017: Dragons - Das große Drachenrennen, Ravensburger - 2017: Wissper - Dschungelfreunde, Noris - 2017: Tabaluga - Wer versteckt sich hier?, Noris |

## Preise und Auszeichnungen
- Wiener Spielemischung: Oh Pharao wurde 2004 vom Spielekreis Wien und den Mitarbeitern von Spielen in Österreich als empfehlenswertes Spiel in die Wiener Spielemischung aufgenommen.[8]
- Japanese Boardgame Prize: Banana Matcho wurde 2013 in die Nominierungsliste für das beste ausländische Familienspiel aufgenommen.
- Jury Spiel des Jahres: Oh Schreck, der Speck fliegt weg! wurde in die Empfehlungsliste 2014 aufgenommen.
- Casa Banana erreichte 2015 den 2. Platz beim Kinderspieletest des Bundes der Deutschen Katholischen Jugend (BDKJ)